# Crucea lui Leon Vodă
Crucea lui Leon Vodă, a fost ridicată de Leon Vodă, domn al Țării Românești între anii 1629 - 1632.
La 23 august 1631 s-a înscris în istoria țării și a orașului București, bătălia dintre oștile lui Leon Vodă și boierii răsculati veniți să-i ia domnia, în frunte cu Matei Aga, viitorul domn al Țării Românești, Matei Basarab. Bătălia s-a purtat „peste podul Boilicului de pe râul Dâmbovița, deasupra viilor cinstitului oraș București, mai jos de mănăstirea lui Mihai Vodă, spre drumul Giurgiului și pe lângă eleșteul zis mai târziu al lui Șerban Vodă, în apropierea mănăstirii lui Radu Vodă și zidurile lui Fana Vistierul”. În amintirea biruinței repurtate și pentru a veșnici memoria celor căzuți, la 20 februarie 1632, Leon Vodă a făcut peste mormântul celor căzuți în luptă, o movilă mare și a așezat pe ea o cruce de piatră, pe care a inscripționat o relatare a luptei, în limba română cu litere chirilice.
Între anii 1664-1665 domnitorul Radu Leon (1664 - 1669), fiul lui Leon Vodă, restaurează crucea, asigurându-i și un adăpost din cărămidă, astăzi dispărut. După renovarea crucii, Radu Leon zidește biserica Slobozia. Ridicată inițial pe un plan dreptunghiular, biserica a fost refăcută și mărită, pe un plan treflat, în anul 1743 de Marele Vistier Constantin Năsturel, nepotul soției lui Matei Basarab.
Lucrarea este înscrisă în Lista monumentelor istorice 2010 - Municipiul București - la nr. crt. 2424, cod LMI B-IV-m-B-20104.
Crucea este situată pe Strada Leon Voda, nr. 3, sector 4, în curtea Bisericii „Sf. Dumitru” - Slobozia, la intersecția Bulevardului Dimitrie Cantemir cu Bulevardul Mărășești.